# Оскамп, Катя
Катя Оскамп (род. 1970, Лейпциг) — немецкая писательница и драматург. Лауреат нескольких литературных наград.

## Биография
Оскамп выросла в Берлине. Изучала театроведение в театральной академии «Ганс Отто» в Лейпциге, работала драматургом в Фолькстеатре Ростока. Позже она училась в Институте немецкой литературы в Лейпциге и окончила его в 2002 году.
В 2000 году Катя Оскамп получила вторую премию на литературном конкурсе MDR-Literaturwettbewerb за рассказ Rolf und Mucki und so weiter. В 2004 году за свою литературную деятельность она была удостоена премии Rauriser Literaturpreis.
Её дебютный сборник рассказов Halbschwimmer описывает юность в ГДР. Книга вышла в 2003 году и была благосклонно принята критиками. Газета Neue Zürcher Zeitung тогда писала, что девять рассказов «образуют историю развития, за которой вырисовывается миниатюра нравов немцев 1980-х и 1990-х годов». В 2007 году за этой книгой последовал роман Die Staubfängerin. В романе Hellersdorfer Perle (2010) Оскамп «бросила свое повествовательное искусство и остроумие на растерзание свиньям, которые живут в романе», — критикует Мартин Хальтер, рецензент FAZ. Роман «лишен лингвистической тонкости и психологической деликатности» и похож на сценарий обычной мыльной оперы.
В мае 2023 года книга Marzahn, mon amour. Geschichten einer Fußpflegerin была удостоена Дублинской литературной премии, на которую выделяется 100 000 евро. 25 000 из них достались переводчику Джо Хайнриху, который перевёл книгу на английский язык.
Оскамп живёт в Берлине, в районе Лихтенберг, имеет дочь и с 2015 года работает мануальным терапевтом в районе Марцан. Её спутником жизни был швейцарский писатель Томас Хюрлиманн. Хюрлиманна можно узнать в персонаже романа Оскамп Die vorletzte Frau (под именем Tosch), который был опубликован в 2024 году, как известного швейцарского писателя. Хюрлиманн без лишних вопросов согласился на публикацию этого ключевого романа о паре с разницей в возрасте в 19 лет.